# Conioscinella emmesia
Conioscinella emmesia är en tvåvingeart som beskrevs av Malloch 1940. Conioscinella emmesia ingår i släktet Conioscinella och familjen fritflugor. Inga underarter finns listade i Catalogue of Life.